# Park Eun-chul
Park Eun-chul (* 18. Januar 1981) ist ein südkoreanischer Ringer. Park wurde zweimal Vizeweltmeister (2005 und 2007). Er startet im griechisch-römischen Stil in der Klasse bis 55 kg.
Die WM 2005 in Budapest war sein erstes großes Turnier. Jedoch hatte er bereits mit 17 bei den Junioren-Asienmeisterschaften sein erstes großes Turnier. 2000 und 2002 nahm er an den Weltuniversitätsspielen (7. und 2. Platz) teil. 2005 in Budapest schlug er sich durch das Turnier durch und stand im Finale gegen den Weltjuniorenmeister Hamid Soryan Reihanpour, gegen den er mit 4:6 das Nachsehen hatte.
Bei der WM ein Jahr später im chinesischen Guangzhou zog er wieder bis in das Halbfinale ein, dort unterlag er jedoch Rowschan Bajramow aus Aserbaidschan, der später im Finale Hamid Soryan Reihanpour unterlag. Bei den Asienspielen im selben Jahr unterlag er Masatoshi Toyota aus Japan und wurde nur Neunter. Bei den Weltmeisterschaften 2007 in Aserbaidschan besiegte er in der vierten Runde Bajramow und zog später ins Finale ein, wo er jedoch wieder gegen Hamid Sorjan Reihanpour verlor.

## Erfolge
- 2005, 2. Platz, WM in Budapest, GR, bis 55 kg, nach Siegen über Aljaksej Schajpak (Belarus), Anders Nyblom (Dänemark), Kwang Su-cha (Nordkorea) und István Majoros (Ungarn) und einer Finalniederlage gegen Hamid Soryan Reihanpour (Iran)

- 2006, 3. Platz, WM in Guangzhou, GR, bis 55 kg, nach Siegen über Viktor Korablew (Russland), Roman Amojan (Armenien), Ri Kyong-il (Nordkorea) und Tibor Olah (Ungarn) und einer Niederlage im Halbfinale gegen Rövşən Bayramov (Aserbaidschan)

- 2006, 9. Platz, Asienspiele in Doha, GR, bis 55 kg, nach einer Niederlage gegen Masatoshi Toyota (Japan)

- 2007, 2. Platz, WM in Baku, GR, bis 55 kg, nach Siegen über Nasir Mankijew (Russland), Maher Boutouri (Tunesien), Rövşən Bayramov und Hildar Hafizow, (Usbekistan) und einer Finalniederlage gegen Hamid Soryan Reihanpour

- 2008, Bronzemedaille, OS in Peking, GR, bis 55 kg, nach Siegen über Anders Myblom, Spencer Mango, Hamid Soryan Reihanpour und einer Niederlage gegen Nasir Mankijew.